# UHBスーパーニュース
『uhbスーパーニュース』（ユーエイチビースーパーニュース、ラテン文字表記：uhb Super NEWS）は、北海道文化放送で1998年3月30日から2015年3月29日まで生放送されていた北海道向け夕方のローカルワイドニュース番組。

## 番組概要
- 全国ニュース『FNNスーパーニュース』のローカル枠の番組名であるが、情報提供は北海道新聞（当日の特集内容が同紙に掲載される）。ハイビジョン制作（地上デジタル放送のみ）。

- 週末版の当番組の天気予報は、全編uhbから放送している（ただし、道外の主要都市の天気は放送している）。

### 平日版の終了及び後継番組
- 2014年3月28日をもって平日分の本番組は16年間終了し、翌週3月31日から2015年3月27日までフジテレビ発の全国向け『スーパーニュース』を内包したローカル報道番組『Super NEWS U』を開始された。

メインキャスターも、10年近く務めてきた京谷・松本コンビから、UHB報道制作局所属の社員でキャスター未経験の中川尚（たかし）と、この番組ではリポーターとして出演している新崎真倫に交代する。
なお、夕方ワイド番組『U型テレビ』は15:45 - 16:40に縮小し、タイトルも『U型ライブ』に改められる。

## 放送時間
| 期間      | 期間      | 放送時間（JST）        | 放送時間（JST）       | 放送時間（JST）       |
| 期間      | 期間      | 月曜日 - 金曜日        | 土曜日                | 日曜日                |
| --------- | --------- | ---------------------- | --------------------- | --------------------- |
| 1998.3.30 | 2000.4.2  | 17:55 - 18:54（59分）  | 18:00 - 18:30（30分） | 17:30 - 18:00（30分） |
| 2000.4.3  | 2001.4.1  | 17:54 - 18:54（60分）  | 18:00 - 18:30（30分） | 17:30 - 18:00（30分） |
| 2001.4.2  | 2008.3.30 | 17:50 - 18:54（64分）  | 17:30 - 18:00（30分） | 17:30 - 18:00（30分） |
| 2008.3.31 | 2011.3.10 | 16:53 - 18:54（121分） | 17:30 - 18:00（30分） | 17:30 - 18:00（30分） |
| 2011.4.4  | 2014.3.30 | 17:54 - 19:00（66分）  | 17:30 - 18:00（30分） | 17:30 - 18:00（30分） |
| 2014.4.5  | 2015.3.29 | （放送終了）           | 17:30 - 18:00（30分） | 17:30 - 18:00（30分） |

## 出演者
特記が無いものは全員uhbアナウンサー（当時含む）。

### 週末版
- UHBアナウンサーが交代で担当。
- 山田英寿
- 吉田雅英（かつて平日18時台のローカルニュースを担当していた）
- 丹野麻衣子
- 小菅晴香

ほか

### 過去の出演者
特記が無いものは全員UHBアナウンサー（当時含む）。

### 平日版
メインキャスター
| 期間      | 期間       | 男性     | 女性       |
| --------- | ---------- | -------- | ---------- |
| 1998.3.30 | 1999.9.24  | 及川純   | 丸岡いずみ |
| 1999.9.27 | 2004.10.1  | 向田陽一 | 山口英里子 |
| 2004.10.4 | 2005.12.27 | 向田陽一 | 松本裕子   |
| 2006.1.4  | 2014.3.28  | 京谷和央 | 松本裕子   |

サブキャスター
- 小菅晴香
- 宇野章午（かつて平日17時台のローカルニュースやサブキャスターなどを担当していた。現在は不定期で「WEEKEND」を担当する場合がある。）

え〜る（スポーツコーナー）キャスター
- 中野涼子
- 栗山麗美

ISHIYA天気情報
- 丹野麻衣子
- 山口津香沙（気象予報士）

リポーター
- 新崎真倫
- 柴田美和

### 週末版
- 土屋惠史
- 高田英子
- 千葉朱里
- 伊藤治明
- 中村優子
- 山田麗奈
- 篠原巨樹
- 近田誉
- 藤島昌子
- 遠藤麗奈
- 竹中美彩
- 鈴木亜希子
- 加藤寛
- 栗山麗美
- 榊菜美
- 八木隆太郎